# Pallacanestro ai Giochi della XXXII Olimpiade - Torneo maschile
Il torneo maschile di pallacanestro ai Giochi della XXXII Olimpiade si è svolto dal 25 luglio al 7 agosto 2021. 

## Risultati

### Prima fase a gruppi
La prima fase a gruppi prevede che le prime due squadre di ciascun girone, oltre alle due migliori terze, accedano alla fase dei quarti di finale.

#### Gruppo A
| Pos | Squadra     | G | V | P | PF  | PS  | DP  | Qualificazione                                |
| --- | ----------- | - | - | - | --- | --- | --- | --------------------------------------------- |
| 1   | Francia     | 3 | 3 | 0 | 259 | 215 | +44 | Qualificate alla fase ad eliminazione diretta |
| 2   | Stati Uniti | 3 | 2 | 1 | 315 | 233 | +82 | Qualificate alla fase ad eliminazione diretta |
| 3   | Rep. Ceca   | 3 | 1 | 2 | 245 | 294 | −49 |                                               |
| 4   | Iran        | 3 | 0 | 3 | 206 | 283 | −77 |                                               |

##### Risultati
1ª giornata
| Arbitri: | Matthew Leigh Kallio Scott Beker Yener Yilmaz |

|                                     |            |                             |
| Yakhchali 23 Jamshidi 16 Haddadi 15 | Punti      | 16 Auda 14 Schilb 11 Veselý |
| Jamshidi 7                          | Assist     | 8 Satoranský                |
| Haddadi 10                          | Rimbalzi   | 8 Balvín, Satoranský        |
| Mehran Shahintab                    | Allenatori | Ronen Ginzburg              |

| Arbitri: | Guilherme Locatelli Michael Weiland Manuel Mazzoni |

|                                  |            |                                  |
| Fournier 28 Gobert 14 de Colo 13 | Punti      | 18 Holiday 12 Adebayo 11 Lillard |
| de Colo 5                        | Assist     | 4 Holiday                        |
| Gobert 9                         | Rimbalzi   | 10 Adebayo                       |
| Vincent Collet                   | Allenatori | Gregg Popovich                   |

2ª giornata
| Arbitri: | Antonio Conde Yohan Rosso Andreia Silva |

|                               |            |                                                |
| Lillard 21 Tatum 14 LaVine 13 | Punti      | 14 Haddadi, Jamshidi 13 Rezaeifar 8 Davarpanah |
| LaVine 8                      | Assist     | 3 Jalalpoor, Jamshidi                          |
| Booker, Durant 5              | Rimbalzi   | 6 Haddadi                                      |
| Gregg Popovich                | Allenatori | Mehran Shahintab                               |

| Arbitri: | Juan Fernández Manuel Mazzoni Leandro Lezcano |

|                             |            |                                   |
| Veselý 19 Balvín 18 Auda 14 | Punti      | 21 Fournier 17 de Colo 14 Poirier |
| Balvín 8                    | Assist     | 10 Gobert                         |
| Satoranský 9                | Rimbalzi   | 8 de Colo                         |
| Ronen Ginzburg              | Allenatori | Vincent Collet                    |

3ª giornata
| Arbitri: | Guilherme Locatelli Leandro Lezcano Rabah Noujaim |

|                                                   |            |                                                   |
| Haddadi 18 Kazemi, Yakhchali 11 Nikkhah Bahrami 9 | Punti      | 16 Heurtel 12 Luwawu-Cabarrot 10 de Colo, Poirier |
| Haddadi 5                                         | Assist     | 5 de Colo                                         |
| Haddadi 12                                        | Rimbalzi   | 5 Cornelie, de Colo, Luwawu-Cabarrot, Yabusele    |
| Mehran Shahintab                                  | Allenatori | Vincent Collet                                    |

| Arbitri: | Aleksandar Glišić Manuel Mazzoni Maripier Malo |

|                              |            |                               |
| Tatum 27 Durant 23 LaVine 13 | Punti      | 17 Schilb 15 Balvín 13 Veselý |
| Durant 6                     | Assist     | 8 Satoranský                  |
| Durant 8                     | Rimbalzi   | 6 Satoranský                  |
| Gregg Popovich               | Allenatori | Ronen Ginzburg                |

#### Gruppo B
| Pos | Squadra   | G | V | P | PF  | PS  | DP  | Qualificazione                                |
| --- | --------- | - | - | - | --- | --- | --- | --------------------------------------------- |
| 1   | Australia | 3 | 3 | 0 | 259 | 226 | +33 | Qualificate alla fase ad eliminazione diretta |
| 2   | Italia    | 3 | 2 | 1 | 255 | 239 | +16 | Qualificate alla fase ad eliminazione diretta |
| 3   | Germania  | 3 | 1 | 2 | 257 | 273 | −16 | Qualificate alla fase ad eliminazione diretta |
| 4   | Nigeria   | 3 | 0 | 3 | 230 | 263 | −33 |                                               |

##### Risultati
1ª giornata
| Arbitri: | Antonio Conde Ahmed Ali Yaseen Al-Shuwaili Yevgeniy Mikheyev |

|                                |            |                                            |
| Lô 24 Bonga 13 Obst, Wagner 12 | Punti      | 20 Fontecchio 18 Gallinari, Tonut 13 Melli |
| Bonga, Lô, Voigtmann 4         | Assist     | 7 Mannion                                  |
| Voigtmann 6                    | Rimbalzi   | 9 Melli                                    |
| Henrik Rödl                    | Allenatori | Romeo Sacchetti                            |

| Arbitri: | Ademir Zurapović Luis Castillo Takaki Kato |

|                                 |            |                                        |
| Mills 25 Kay 12 Exum, Ingles 11 | Punti      | 12 Emegano 11 Okogie 10 Achiuwa, Nwora |
| Mills 6                         | Assist     | 6 Achiuwa                              |
| Kay 8                           | Rimbalzi   | 6 Achiuwa                              |
| Brian Goorjian                  | Allenatori | Mike Brown                             |

2ª giornata
| Arbitri: | Omar Bermudez Martins Kozlovskis Rabah Noujaim |

|                                   |            |                                   |
| Nwora 33 Oni 15 Achiuwa, Okafor 9 | Punti      | 19 Voigtmann 17 Wagner 14 Barthel |
| Emegano 6                         | Assist     | 9 Lô                              |
| Nwora 7                           | Rimbalzi   | 10 Thiemann                       |
| Mike Brown                        | Allenatori | Henrik Rödl                       |

| Arbitri: | Michael Weiland Steven Anderson Ahmed Ali Yaseen Al-Shuwaili |

|                                      |            |                               |
| Fontecchio 22 Mannion 21 Polonara 12 | Punti      | 18 Landale 16 Mills 14 Ingles |
| Mannion 7                            | Assist     | 5 Ingles, Mills               |
| Polonara 7                           | Rimbalzi   | 7 Baynes, Landale             |
| Romeo Sacchetti                      | Allenatori | Brian Goorjian                |

3ª giornata
| Arbitri: | Antonio Conde Roberto Vazquez Takaki Kato |

|                                 |            |                            |
| Melli 15 Mannion 14 Polonara 13 | Punti      | 22 Metu 20 Nwora 14 Okafor |
| Fontecchio, Pajola 4            | Assist     | 3 Metu                     |
| Vitali 6                        | Rimbalzi   | 10 Metu                    |
| Romeo Sacchetti                 | Allenatori | Mike Brown                 |

| Arbitri: | Juan Fernández Steven Anderson Omar Bermudez |

|                            |            |                                                 |
| Mills 24 Landale 18 Kay 16 | Punti      | 17 Obst 11 Giffey, Thiemann 7 Saibou, Voigtmann |
| Mills 6                    | Assist     | 5 Lô                                            |
| Ingles 5                   | Rimbalzi   | 13 Voigtmann                                    |
| Brian Goorjian             | Allenatori | Henrik Rödl                                     |

#### Gruppo C
| Pos | Squadra   | G | V | P | PF  | PS  | DP  | Qualificazione                                |
| --- | --------- | - | - | - | --- | --- | --- | --------------------------------------------- |
| 1   | Slovenia  | 3 | 3 | 0 | 329 | 268 | +61 | Qualificate alla fase ad eliminazione diretta |
| 2   | Spagna    | 3 | 2 | 1 | 256 | 243 | +13 | Qualificate alla fase ad eliminazione diretta |
| 3   | Argentina | 3 | 1 | 2 | 268 | 276 | −8  | Qualificate alla fase ad eliminazione diretta |
| 4   | Giappone  | 3 | 0 | 3 | 235 | 301 | −66 |                                               |

##### Risultati
1ª giornata
| Arbitri: | Steven Anderson Yohan Rosso Jung Yu |

|                              |            |                                 |
| Scola 23 Campazzo 21 Deck 17 | Punti      | 48 Dončić 22 Prepelič 12 Čančar |
| Vildoza 5                    | Assist     | 14 Tobey                        |
| Deck 8                       | Rimbalzi   | 5 Dončić                        |
| Sergio Hernández             | Allenatori | Aleksander Sekulić              |

| Arbitri: | Aleksandar Glisic Martins Kozlovskis Rabah Noujaim |

|                                                       |            |                                |
| Hachimura 20 Watanabe 19 Edwards, Kanamaru, Togashi 8 | Punti      | 20 Rubio 13 Claver 12 M. Gasol |
| Baba, Tanaka 5                                        | Assist     | 9 Rubio                        |
| Watanabe 8                                            | Rimbalzi   | 9 Claver                       |
| Julio Lamas                                           | Allenatori | Sergio Scariolo                |

2ª giornata
| Arbitri: | Aleksandar Glišić Michael Weiland Ferdinand Pascual |

|                               |            |                                     |
| Dončić 25 Dragić 24 Čančar 16 | Punti      | 34 Hachimura 17 Watanabe 10 Hiejima |
| Dončić 7                      | Assist     | 7 Hachimura, Watanabe               |
| Tobey 11                      | Rimbalzi   | 3 Hachimura, Tanaka                 |
| Aleksander Sekulić            | Allenatori | Julio Lamas                         |

| Arbitri: | Yohan Rosso Maj Forsberg Andreia Silva |

|                                      |            |                                      |
| Rubio 26 Llull 10 Claver, P. Gasol 9 | Punti      | 27 Laprovíttola 13 Scola 10 Campazzo |
| M. Gasol 5                           | Assist     | 4 Laprovíttola                       |
| P. Gasol 8                           | Rimbalzi   | 8 Deck                               |
| Sergio Scariolo                      | Allenatori | Sergio Hernández                     |

3ª giornata
| Arbitri: | Vazquez Roberto Kozlovskis Martins Weiland Michael |

|                              |            |                                           |
| Scola 23 Campazzo 17 Deck 16 | Punti      | 18 Baba 17 Watanabe 13 Hachimura, Hiejima |
| Campazzo 11                  | Assist     | 3 Baba, Hiejima, Tanaka, Togashi          |
| Scola 10                     | Rimbalzi   | 11 Hachimura                              |
| Sergio Hernández             | Allenatori | Julio Lamas                               |

| Arbitri: | Ademir Zurapovic Yohan Rosso Matthew Leigh Kallio |

|                                        |            |                                |
| Rubio 18 Abalde 14 Fernández, Llull 12 | Punti      | 22 Čančar 16 Tobey 15 Prepelič |
| Rubio 9                                | Assist     | 9 Dončić                       |
| Claver, M. Gasol 6                     | Rimbalzi   | 14 Tobey, Dončić               |
| Sergio Scariolo                        | Allenatori | Aleksander Sekulić             |

#### Classifica migliori terze
Tra le terze classificate di ogni girone, si applicano i seguenti criteri per stabilire il passaggio del turno delle migliori due squadre:
- Punti
- Differenza canestri

#### Classifica
| Pos. | Squadra   | Pt | G | V | P | PF  | PS  | DC  | Gruppo |
| ---- | --------- | -- | - | - | - | --- | --- | --- | ------ |
| 1.   | Argentina | 4  | 3 | 1 | 2 | 268 | 276 | -8  | C      |
| 2.   | Germania  | 4  | 3 | 1 | 2 | 257 | 273 | -16 | B      |
| 3.   | Rep. Ceca | 4  | 3 | 1 | 2 | 245 | 294 | -49 | A      |

### Fase ad eliminazione diretta
Un sorteggio fra le 8 squadre qualificate alla fase ad eliminazione diretta stabilirà il tabellone dai quarti fino alla finale.
|  | Quarti 3 agosto | Quarti 3 agosto |             |          | Semifinale 5 agosto | Semifinale 5 agosto |  |  | Finale 7 agosto | Finale 7 agosto |
|  |                 |                 |             |          |                     |                     |  |  |                 |                 |
|  | Ore 17:20       |                 |             |          |                     |                     |  |  |                 |                 |
|  |                 |                 |             |          |                     |                     |  |  |                 |                 |
|  | Italia          | 75              |             |          |                     |                     |  |  |                 |                 |
|  | Italia          | 75              | Ore 20:00   |          |                     |                     |  |  |                 |                 |
|  | Francia         | 84              |             |          |                     |                     |  |  |                 |                 |
|  | Francia         | 84              | Francia     | 90       |                     |                     |  |  |                 |                 |
|  | Ore 10:00       |                 | Francia     | 90       |                     |                     |  |  |                 |                 |
|  |                 | Slovenia        | 89          |          |                     |                     |  |  |                 |                 |
|  | Slovenia        | Slovenia        | 89          | 94       |                     |                     |  |  |                 |                 |
|  | Slovenia        |                 | Ore 11:30   | 94       |                     |                     |  |  |                 |                 |
|  | Germania        | 70              |             |          |                     |                     |  |  |                 |                 |
|  | Germania        | 70              | Francia     | 82       |                     |                     |  |  |                 |                 |
|  | Ore 13:40       |                 | Francia     | 82       |                     |                     |  |  |                 |                 |
|  |                 | Stati Uniti     | 87          |          |                     |                     |  |  |                 |                 |
|  | Stati Uniti     | Stati Uniti     | 87          | 95       |                     |                     |  |  |                 |                 |
|  | Stati Uniti     | Ore 13:15       |             | 95       |                     |                     |  |  |                 |                 |
|  | Spagna          | 81              |             |          |                     |                     |  |  |                 |                 |
|  | Spagna          | 81              | Stati Uniti | 97       | 3º posto            | 3º posto            |  |  |                 |                 |
|  | Ore 21:00       |                 | Stati Uniti | 97       | 3º posto            | 3º posto            |  |  |                 |                 |
|  |                 | Australia       | 78          |          |                     |                     |  |  |                 |                 |
|  | Australia       | Australia       | 78          | 97       | Australia           | 107                 |  |  |                 |                 |
|  | Australia       |                 |             | 97       | Australia           | 107                 |  |  |                 |                 |
|  | Argentina       | 59              |             | Slovenia | 93                  |                     |  |  |                 |                 |
|  | Argentina       | 59              |             |          | 93                  |                     |  |  |                 |                 |
|  |                 |                 |             |          |                     |                     |  |  | Ore 20:00       |                 |
|  |                 |                 |             |          |                     |                     |  |  |                 |                 |

#### Quarti di finale
| Arbitri: | Roberto Vazquez Juan Fernandez Steven Anderson |

|                                        |            |                                |
| Fontecchio 23 Gallinari 21 Polonara 15 | Punti      | 22 Gobert 21 Fournier 15 Batum |
| Pajola 6                               | Assist     | 7 de Colo                      |
| Gallinari 10                           | Rimbalzi   | 14 Batum                       |
| Romeo Sacchetti                        | Allenatori | Vincent Collet                 |

| Arbitri: | Ademir Zurapovic Matthew Leigh Kallio Omar Bermudez |

|                              |            |                                 |
| Dragić 27 Dončić 20 Tobey 13 | Punti      | 11 Lô 10 Giffey 9 Bonga, Wagner |
| Dončić 11                    | Assist     | 3 Bonga                         |
| Tobey 11                     | Rimbalzi   | 7 Bonga                         |
| Aleksander Sekulić           | Allenatori | Henrik Rödl                     |

| Arbitri: | Guilherme Locatelli Yohan Rosso Michael Weiland |

|                                      |            |                               |
| Rubio 38 Rodríguez 16 Hernangómez 10 | Punti      | 29 Durant 13 Tatum 12 Holiday |
| Hernangómez 3                        | Assist     | 5 Booker                      |
| Hernangómez 10                       | Rimbalzi   | 9 Booker                      |
| Sergio Scariolo                      | Allenatori | Gregg Popovich                |

| Arbitri: | Antonio Conde Aleksandar Glisic Martins Kozlovskis |

|                                         |            |                                    |
| Mills 18 Landale, Thybulle 12 Ingles 11 | Punti      | 16 Laprovíttola 12 Deck 9 Campazzo |
| Ingles 7                                | Assist     | 5 Campazzo                         |
| Kay 10                                  | Rimbalzi   | 10 Deck                            |
| Brian Goorjian                          | Allenatori | Sergio Hernández                   |

#### Semifinali
| Arbitri: | Ademir Zurapovic Michael Weiland Manuel Mazzoni |

|                                           |            |                             |
| Durant 23 Booker 20 Holiday, Middleton 11 | Punti      | 15 Mills 14 Exum 11 Landale |
| Holiday 8                                 | Assist     | 8 Mills                     |
| Durant 9                                  | Rimbalzi   | 6 Landale                   |
| Gregg Popovich                            | Allenatori | Brian Goorjian              |

| Arbitri: | Guilherme Locatelli Juan Fernández Martins Kozlovskis |

|                                           |            |                                |
| de Colo 25 Fournier 23 Luwawu-Cabarrot 15 | Punti      | 23 Tobey 17 Prepelič 16 Dončić |
| de Colo 5                                 | Assist     | 18 Dončić                      |
| Gobert 16                                 | Rimbalzi   | 10 Dončić                      |
| Vincent Collet                            | Allenatori | Aleksander Sekulić             |

#### Finali
3º-4º posto
| Arbitri: | Roberto Vázquez Yohan Rosso Matthew Kallio |

|                                |            |                               |
| Dončić 22 Prepelič 18 Tobey 13 | Punti      | 42 Mills 16 Ingles 14 Landale |
| Dončić 7                       | Assist     | 9 Mills                       |
| Dončić 8                       | Rimbalzi   | 9 Ingles                      |
| Aleksander Sekulić             | Allenatori | Brian Goorjian                |

| Quintetto titolare | Quintetto titolare | Quintetto titolare | Pt   | Rim  | Ass  |
| ------------------ | ------------------ | ------------------ | ---- | ---- | ---- |
| P                  | 6                  | Aleksej Nikolić    | 0    | 0    | 1    |
| P                  | 22                 | Luka Dončić        | 22   | 8    | 7    |
| GA                 | 30                 | Zoran Dragić       | 9    | 5    | 2    |
| AP                 | 31                 | Vlatko Čančar      | 8    | 4    | 2    |
| C                  | 10                 | Mike Tobey         | 13   | 5    | 4    |
| Panchina:          |                    |                    |      |      |      |
| P                  | 5                  | Luka Rupnik        | 0    | 1    | 2    |
| G                  | 7                  | Klemen Prepelič    | 18   | 7    | 2    |
| A                  | 8                  | Edo Murić          | 5    | 3    | 3    |
| G                  | 11                 | Jaka Blažič        | 12   | 2    | 0    |
| GA                 | 15                 | Gregor Hrovat      | n.e. | n.e. | n.e. |
| C                  | 27                 | Žiga Dimec         | 6    | 1    | 0    |
| AP                 | 55                 | Jakob Čebašek      | n.e. | n.e. | n.e. |
| Allenatore:        |                    |                    |      |      |      |
| Aleksander Sekulić |                    |                    |      |      |      |

| Slovenia |  | Australia |

| Slovenia      | Statistiche        | Australia     |
| ------------- | ------------------ | ------------- |
|               | Statistiche        |               |
| 23/36 (63.9%) | Tiro da 2          | 26/35 (74.3%) |
| 12/35 (34.3%) | Tiro da 3          | 14/38 (36.8%) |
| 11/13 (84.6%) | Tiri liberi        | 13/18 (72.2%) |
| 11            | Rimbalzi offensivi | 8             |
| 28            | Rimbalzi difensivi | 24            |
| 39            | Rimbalzi totali    | 32            |
| 23            | Assist             | 24            |
| 17            | Palle perse        | 10            |
| 6             | Palle rubate       | 8             |
| 1             | Stoppate           | 2             |
| 23            | Falli              | 17            |

| Quintetto titolare | Quintetto titolare | Quintetto titolare  | Pt   | Rim  | Ass  |
| ------------------ | ------------------ | ------------------- | ---- | ---- | ---- |
| P                  | 5                  | Patty Mills         | 42   | 3    | 9    |
| G                  | 41                 | Matisse Thybulle    | 11   | 5    | 4    |
| AP                 | 7                  | Joe Ingles          | 16   | 9    | 4    |
| AC                 | 3                  | Nick Kay            | 6    | 5    | 1    |
| C                  | 23                 | Jock Landale        | 14   | 2    | 1    |
| Panchina:          |                    |                     |      |      |      |
| G                  | 4                  | Chris Goulding      | 6    | 2    | 0    |
| G                  | 6                  | Josh Green          | n.e. | n.e. | n.e. |
| PG                 | 8                  | Matthew Dellavedova | 0    | 2    | 2    |
| G                  | 9                  | Nathan Sobey        | 0    | 1    | 1    |
| P                  | 11                 | Danté Exum          | 12   | 2    | 3    |
| C                  | 12                 | Aron Baynes         | n.e. | n.e. | n.e. |
| AC                 | 14                 | Duop Reath          | n.e. | n.e. | n.e. |
| Allenatore:        |                    |                     |      |      |      |
| Brian Goorjian     |                    |                     |      |      |      |

1º-2º posto
| Arbitri: | Guilherme Locatelli Ademir Zurapovic Michael Weiland |

|                                            |            |                                        |
| Fournier, Gobert 16 Yabusele 13 de Colo 12 | Punti      | 29 Durant 19 Tatum 11 Holiday, Lillard |
| de Colo 7                                  | Assist     | 5 Green                                |
| Gobert 8                                   | Rimbalzi   | 7 Tatum                                |
| Vincent Collet                             | Allenatori | Gregg Popovich                         |

| Quintetto titolare | Quintetto titolare | Quintetto titolare      | Pt   | Rim  | Ass  |
| ------------------ | ------------------ | ----------------------- | ---- | ---- | ---- |
| PG                 | 12                 | Nando de Colo           | 12   | 5    | 7    |
| GA                 | 5                  | Nicolas Batum           | 5    | 6    | 3    |
| GA                 | 10                 | Evan Fournier           | 16   | 3    | 2    |
| AG                 | 7                  | Guerschon Yabusele      | 13   | 4    | 2    |
| C                  | 27                 | Rudy Gobert             | 16   | 8    | 0    |
| Panchina:          |                    |                         |      |      |      |
| P                  | 1                  | Frank Ntilikina         | 5    | 1    | 2    |
| GA                 | 3                  | Timothé Luwawu-Cabarrot | 11   | 4    | 1    |
| P                  | 4                  | Thomas Heurtel          | 0    | 1    | 4    |
| C                  | 17                 | Vincent Poirier         | 0    | 1    | 0    |
| P                  | 21                 | Andrew Albicy           | n.e. | n.e. | n.e. |
| AG                 | 28                 | Petr Cornelie           | n.e. | n.e. | n.e. |
| C                  | 93                 | Moustapha Fall          | 4    | 1    | 1    |
| Allenatore:        |                    |                         |      |      |      |
| Vincent Collet     |                    |                         |      |      |      |

| Francia |  | Stati Uniti |

| Francia       | Statistiche        | Stati Uniti   |
| ------------- | ------------------ | ------------- |
|               | Statistiche        |               |
| 17/27 (63.0%) | Tiro da 2          | 23/38 (60.5%) |
| 10/31 (32.3%) | Tiro da 3          | 9/32 (28.1%)  |
| 18/29 (62.1%) | Tiri liberi        | 14/21 (66.7%) |
| 11            | Rimbalzi offensivi | 10            |
| 30            | Rimbalzi difensivi | 24            |
| 41            | Rimbalzi totali    | 34            |
| 22            | Assist             | 18            |
| 18            | Palle perse        | 9             |
| 3             | Palle rubate       | 9             |
| 0             | Stoppate           | 5             |
| 19            | Falli              | 22            |

| Quintetto titolare | Quintetto titolare | Quintetto titolare | Pt   | Rim  | Ass  |
| ------------------ | ------------------ | ------------------ | ---- | ---- | ---- |
| P                  | 6                  | Damian Lillard     | 11   | 1    | 3    |
| PG                 | 12                 | Jrue Holiday       | 11   | 5    | 1    |
| G                  | 15                 | Devin Booker       | 2    | 0    | 1    |
| A                  | 7                  | Kevin Durant       | 29   | 6    | 3    |
| AC                 | 13                 | Bam Adebayo        | 6    | 6    | 4    |
| Panchina:          |                    |                    |      |      |      |
| AP                 | 4                  | Keldon Johnson     | n.e. | n.e. | n.e. |
| G                  | 5                  | Zach LaVine        | 5    | 0    | 0    |
| AP                 | 8                  | Khris Middleton    | 4    | 1    | 1    |
| AP                 | 9                  | Jerami Grant       | n.e. | n.e. | n.e. |
| A                  | 10                 | Jayson Tatum       | 19   | 7    | 0    |
| C                  | 11                 | JaVale McGee       | n.e. | n.e. | n.e. |
| AG                 | 14                 | Draymond Green     | 0    | 2    | 5    |
| Allenatore:        |                    |                    |      |      |      |
| Gregg Popovich     |                    |                    |      |      |      |

## Classifica finale
| Pos.    | Nazione     | Rosa |
| ------- | ----------- | --- |
| Oro     | Stati Uniti | Stati Uniti5 LaVine, 6 Lillard, 7 Durant, 8 Middleton, 9 Grant, 10 Tatum, 11 McGee, 12 Holiday, 13 Adebayo, 14 Green, 15 Booker, 40 Johnson, All. Gregg Popovich                                |
| Argento | Francia     | Francia1 Ntilikina, 3 Luwawu-Cabarrot, 4 Heurtel, 5 Batum, 7 Yabusele, 10 Fournier, 12 de Colo, 17 Poirier, 21 Albicy, 27 Gobert, 28 Cornelie, 93 Fall, All. Vincent Collet                     |
| Bronzo  | Australia   | Australia4 Goulding, 5 Mills, 6 Green, 7 Ingles, 8 Dellavedova, 9 Sobey, 10 Thybulle, 11 Exum, 12 Baynes, 13 Landale, 14 Reath, 15 Kay, All. Brian Goorjian                                     |
| 4.      | Slovenia    | Slovenia5 Rupnik, 6 Nikolić, 7 Prepelič, 8 Murić, 10 Tobey, 11 Blažič, 15 Hrovat, 22 Dimec, 30 Dragić, 31 Čančar, 55 Čebašek, 77 Dončić, All. Aleksander Sekulić                                |
| 5.      | Italia      | Italia0 Spissu, 1 Mannion, 7 Tonut, 8 Gallinari, 9 Melli, 13 Fontecchio, 16 Tessitori, 17 Ricci, 24 Moraschini, 31 Vitali, 33 Polonara, 54 Pajola, All. Romeo Sacchetti                         |
| 6.      | Spagna      | Spagna3 López-Arostegui, 4 P. Gasol, 5 Fernández, 6 Rodríguez, 9 Rubio, 10 Claver, 13 M. Gasol, 14 Hernangómez, 16 Garuba, 20 Abalde, 21 Abrines, 23 Llull, All. Sergio Scariolo                |
| 7.      | Argentina   | Argentina4 Scola, 7 Campazzo, 8 Laprovíttola, 9 Brussino, 10 Bolmaro, 11 Cáffaro, 12 Delía, 14 Deck, 17 Vildoza, 22 Vaulet, 29 Garino, 83 Gallizzi, All. Sergio Hernández                       |
| 8.      | Germania    | Germania0 Bonga, 1 Saibou, 4 Lô, 5 Giffey, 6 Wimberg, 7 Voigtmann, 12 Benzing, 13 Wagner, 19 Wank, 22 Barthel, 32 Thiemann, 42 Obst, All. Henrik Rödl                                           |
| 9.      | Rep. Ceca   | Rep. Ceca1 Auda, 4 Vyoral, 8 Satoranský, 11 Schilb, 12 Balvín, 13 Šiřina, 15 Peterka, 17 Bohačík, 19 Sehnal, 23 Palyza, 24 Veselý, 25 Jelínek, All. Ronen Ginzburg                              |
| 10.     | Nigeria     | Nigeria0 Okpala, 3 Agada, 8 Udoh, 10 Metu, 11 Emegano, 13 Oni, 15 Okafor, 20 Okogie, 22 Nnamdi, 33 Nwora, 34 Nwamu, 55 Achiuwa, All. Mike Brown                                                 |
| 11.     | Giappone    | Giappone2 Togashi, 6 Hiejima, 8 Hachimura, 9 Vendrame, 12 Y. Watanabe, 14 Kanamaru, 18 Baba, 23 Edwards, 24 Tanaka, 32 Schafer, 34 H. Watanabe, 88 Harimoto, All. Julio Lamas                   |
| 12.     | Iran        | Iran4 Vahedi, 5 Jalalpoor, 7 Hassanzadeh, 8 Davarpanah, 13 Jamshidi, 14 Nikkhah Bahrami, 15 Haddadi, 17 Rezaeifar, 20 Rostampour, 23 Geramipoor, 41 Kazemi, 88 Yakhchali, All. Mehran Shahintab |